# Uralskij
Uralskij (ryska: Уральский) är en stängd stad i Sverdlovsk oblast i Ryssland. Den ligger 32 kilometer sydost om Jekaterinburg. Folkmängden uppgår till cirka 2 400 invånare.